# 1129
1129 (MCXXIX) fue un año común comenzado en martes del calendario juliano.

## Acontecimientos
- Taira no Tadamori lucha contra los piratas en el Mar Interior.

## Nacimientos
- Enrique el León

## Fallecimientos
- Ruperto de Deutz
- Príncipe Álmos